# 트렝가누 FC
트렝가누 축구 협회(영어: Terengganu Football Association, 말레이어: Persatuan Bola Sepak Negeri Terengganu)는 말레이시아 트렝가누주를 연고로 하는 축구 클럽이다. 이 팀은 1956년에 창단 되었으며 현재 말레이시아 2부리그 말레이시아 슈퍼리그에 출전하고 있다.

## 선수 명단

### 현역
참고: FIFA 자격 규정에 따라 소속된 국가대표팀 국기를 표시합니다. 선수는 복수의 FIFA 비회원국 국적을 가지고 있을 수 있습니다.
| 번호 | 포지션 | 국적       | 이름        |
| ---- | ------ | ---------- | ----------- |
| 7    | FW     | 크로아티아 | 이반 마무트 |

| 번호 | 포지션 | 국적 | 이름 |
| ---- | ------ | ---- | ---- |

## 역대 감독
| 감독                 | 임기   |
| -------------------- | ------ |
| 바드룰 아프잔 라잘리 | 2024 ~ |